# Eva Vilhelmina Mannerheim
Eva Vilhelmina Mannerheim (née von Schantz le 2 septembre 1810 et morte le 19 mai 1895 à Askainen) est une comtesse, l'épouse de Carl Gustav Mannerheim et la grand mère de Carl Gustaf Emil Mannerheim. 